# Том Оделл

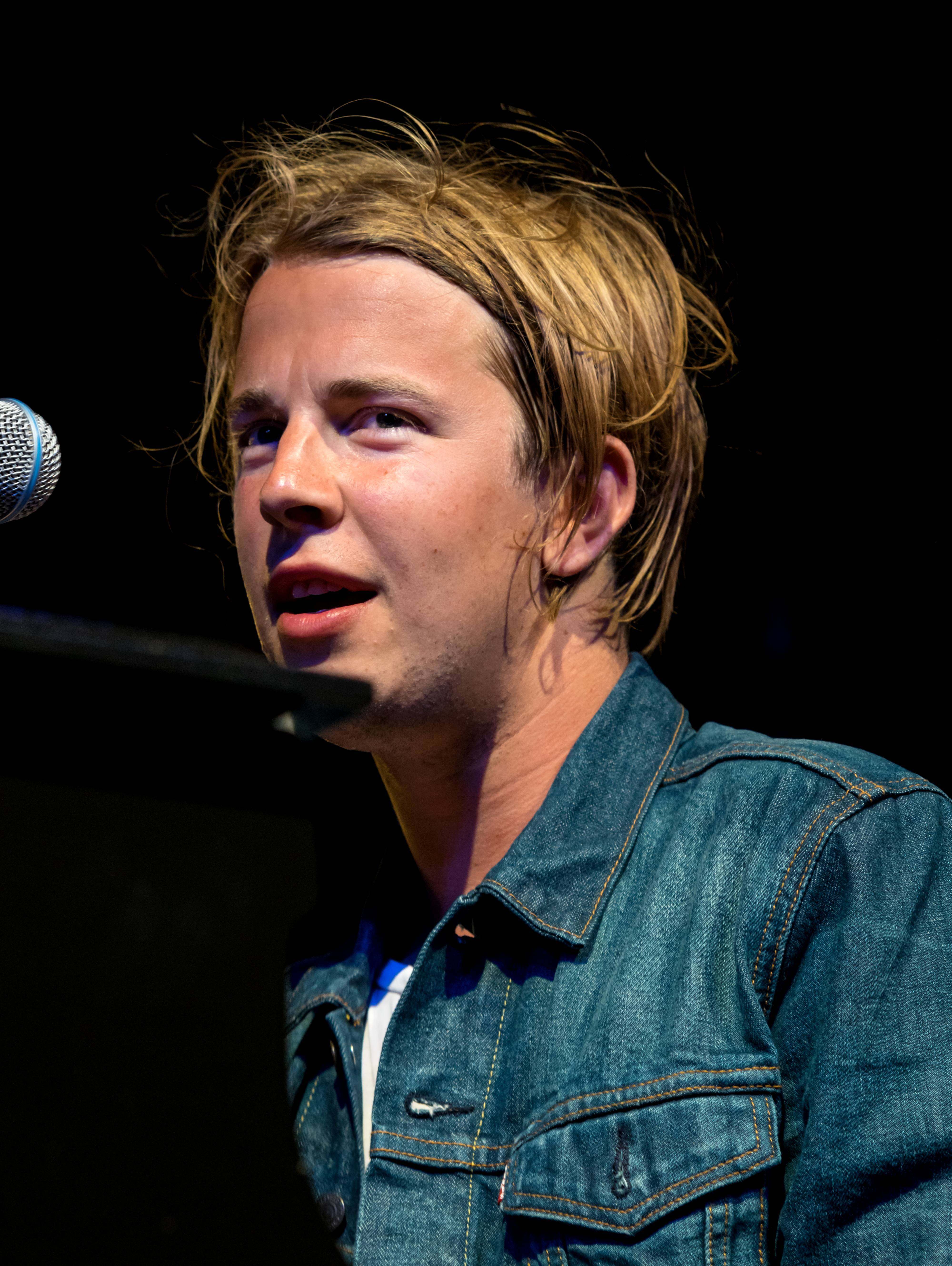
Том Оделл, 2015 рік

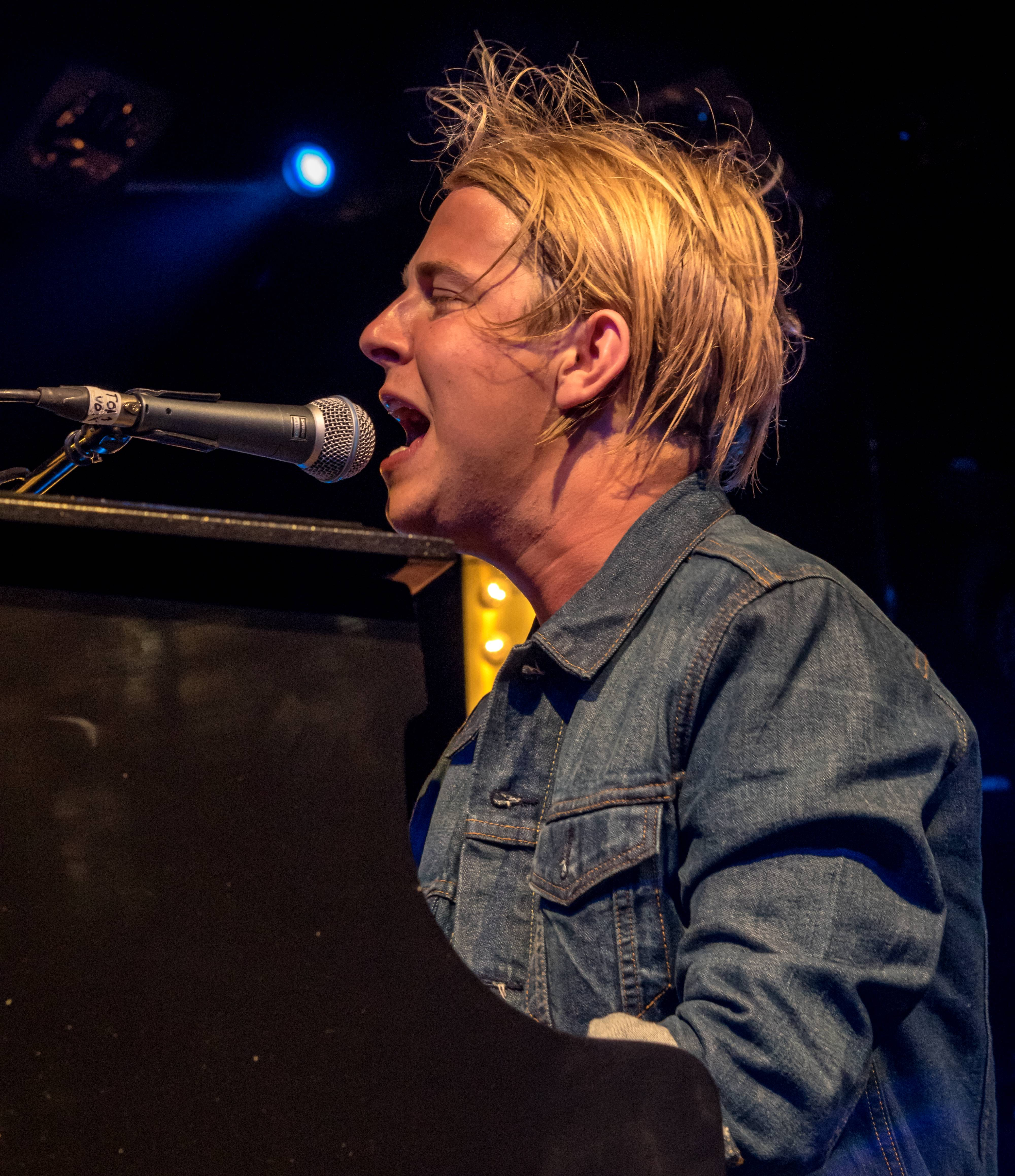
Том Оделл на Zelt Musik Festival 2015 в Фрайбурзі, Німеччина

Том Пітер Оде́лл (англ. Tom Peter Odell; нар. 24 листопада 1990 року) — англійський співак, музикант і композитор. Його дебютний альбом Long Way Down вийшов 24 червня 2013 року, другий студійний альбом Wrong Crowd вийшов 10 червня 2016. На його підтримку відбувається світове турне «No Bad Days Tour», в рамках якого Том Оделл вперше приїхав до України і виступив у Києві 23 березня 2017 року.

## Ранні роки
Том Оделл народився в англійському місті Чичестер, Західний Сассекс, в сім'ї пілота та вчительки молодших класів. Має старшу сестру. Через батькову роботу частину дитинства провів у Новій Зеландії. Навчався у платному коледжі Seaford College, де познайомився з добрим другом і колегою Яном Міллером. Вивчав класичне фортепіано 7 класу. Почав писати власні пісні у 13 років, але нікому про них не розповідав, бо вважав їх недостатньо гарними.
У 18 років Оделл відмовився від планів вступати до Йоркського університету і спробував отримати місце в музичному училищі в Ліверпулі. Коли ці зусилля не увінчалися успіхом, він переїхав до Брайтона набиратися досвіду живих виступів. Через рік він повернувся в Чичестер після звільнення з роботи бармена. Використовуючи автомобіль бабусі Том регулярно їздив до Лондона, щоб грати на концертах і розміщувати рекламу в музичних школах. Потім він переїхав у Лондон і почав грати у складі гурту Tom and the Tides. Однак, пізніше вирішив стати сольним артистом, бо не хотів покладатися на інших людей.

## Кар'єра
Том Оделл підписав контракт із лейблом In the Name Of, похідним від Columbia Records. Його знайшла голова цього лейблу відома співачка Лілі Аллен, яка зазначила, що «його енергетика на сцені нагадала мені Девіда Боуі». Том випустив свій дебютний мініальбом, Songs from Another Love, у жовтні 2012 року. Дебют на телебаченні відбувся в листопаді 2012-го. Оделл був оголошений одним з 15 номінантів Sound of 2013 у січні 2013-го. Цього ж місяця його сингл «Another Love» був використаний BBC для реклами їх розкладу на 2013 рік. Музика Оделла багато разів використовувалася під час модних показів Burberry. На Brit Awards-2013 Том Оделл здобув премію "Brits Critics’ Choice Award 2013″, яку щорічно вручають найперспективнішому артистові прийдешнього року. 22-річний хлопець не тільки зміг обійти сильних конкурентів, але й став першим чоловіком-переможцем за всю історію існування премії. В різні роки «Brits Critics’ Choice Award» отримували Адель, Florence + The Machine, Еллі Голдінг та Емелі Санде, яка, як попередній переможець, взяла в нього інтерв'ю під час телевізійної церемонії Brit Awards у лютому 2013 року.
Дебютний альбом Оделла, Long Way Down, вийшов 24 червня 2013 року. На підтримку альбому співак вирушив у великий концертний тур містами країн Європи і США.
Том Оделл мав виступати на розігріві перед концертом легендарних The Rolling Stones у лондонському Гайд-парку 13 липня 2013 року, але виступ не відбувся через проблеми зі здоров'ям.

### 2014–15: Визнання
Оделл виконав свою першу нову пісню з моменту випуску Long Way Down  під назвою «Alex» 7 лютого 2014 року в спортивно-розважальному комплексі Plymouth Pavilions. Це шоу розпочало британську частину турне Long Way Down Tour.
Тома назвали «композитором року» на церемонії Нагороди Айвор Новелло в 2014 році. Пісня «Can't Pretend» була використана в серіалі Сотня. «Can't Pretend» та «Long Way Down» також звучали в Чорному списку. Пісня «Grow Old with Me» звучала в серіалі Царство.

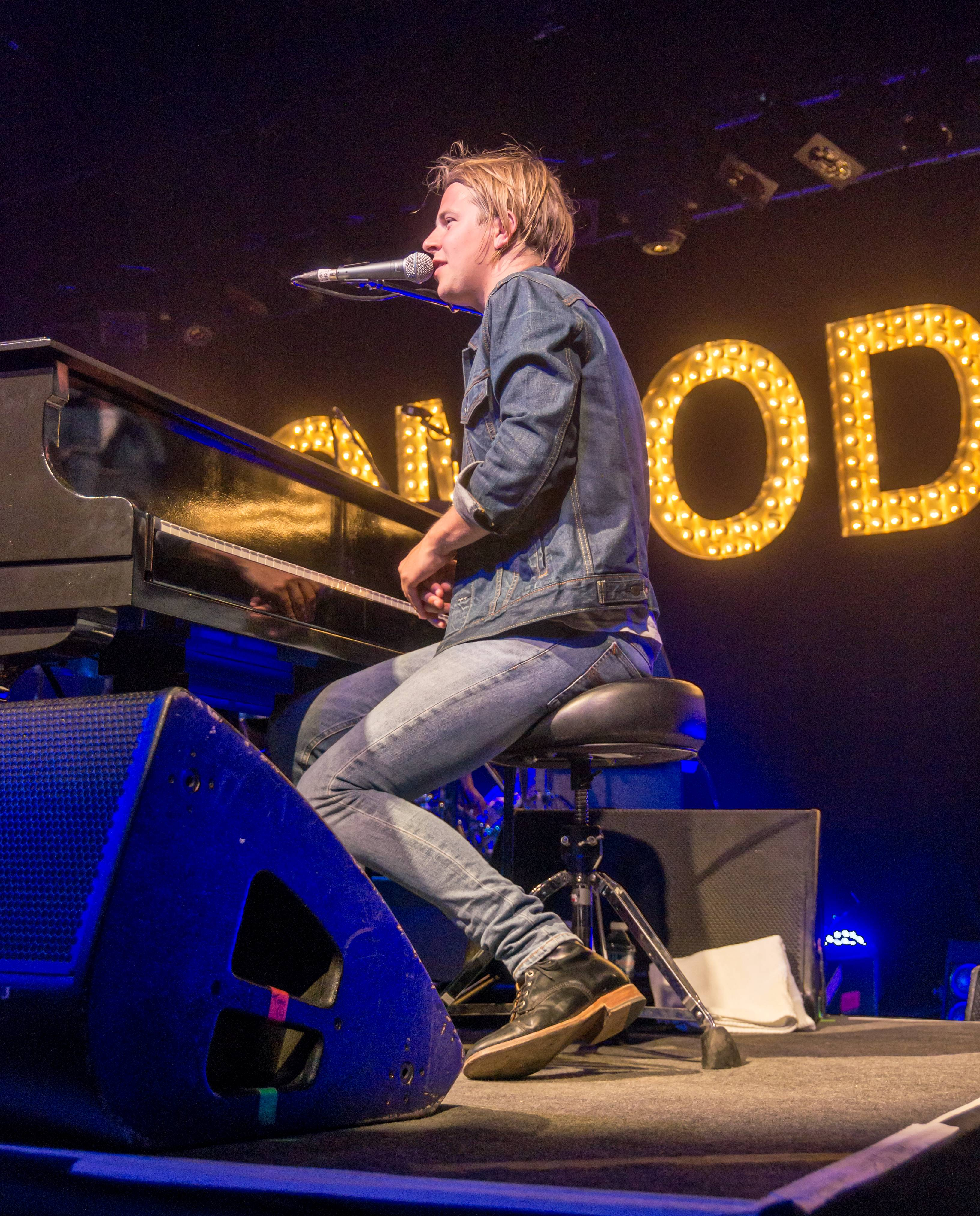
Том Оделл на Zelt Musik Festival 2015 в Фрайбурзі, Німеччина

Кавер на пісню The Beatles «Real Love» був записаний у 2014 році для різдвяної реклами британського бренду «John Lewis», що принесло Тому величезну популярність.

### 2016:Wrong Crowd
Оделл почав працювати над другим студійним альбомом у 2015 році і грав деякі нові пісні на концертах «Forest Live», заходах в англійських лісах, організованих урядовою Комісією лісового господарства Великої Британії. 4 квітня 2016 року вийшов перший сингл, «Wrong Crowd», і анонсовано другий студійний альбом з однойменною із цим синглом назвою — Wrong Crowd. Також музикант повідомив, що збирається в концертний тур до США та Європи. Через два тижні 15 квітня вийшов другий сингл «Magnetised». Наступного дня Оделл заявив, що його прийдешні вже повністю розкуплені концерти будуть називатися «The No Bad Days Tour», який стартує 20 квітня в Лондоні. Офіційний реліз нового альбому відбувся 10 червня 2016 року. 19 вересня вийшов третій сингл під назвою «Here I Am». У відеокліпі до цієї пісні знявся оскароносний американський актор, зірка серіалу «Картковий будинок», Кевін Спейсі.

### 2017— наш час:Jubilee Road
Під час його туру 'No Bad Days', Том оголосив, що пише новий альбом і грав декілька нових пісень на концертах. 14 червня 2018 опубліковано перший сингл «If You Wanna Love Somebody». Реліз альбому 'Jubliee Road' заплановано на 12 жовтня 2018. Було оголошено про виступ Оделла на українському фестивалі Atlas Weekend 2018, але його скасували і перенесли на наступний рік.

## Вплив
Оделл виріс, слухаючи Елтона Джона. Один з перших альбомів, які він слухав, був Goodbye Yellow Brick Road (1973). Том також зазначає, що на нього вплинули Девід Боуі, Джеф Баклі, Боб Ділан, Артур Расселл, Леонард Коен, Леон Расселл, Біллі Джоел, Ренді Ньюман, Том Вейтс, Сіксто Родрігез та Брюс Спрінгстін. Том є фанатом Arcade Fire, Джеймса Блейка, Cat Power, Blur, Beach House, Radiohead та Бена Фолдса.
Оделл сказав, що тексти пісень натхненні його «нездатністю підтримувати відносини з кимось більше, ніж 6 місяців».

## Активізм
Під час російського вторгнення в Україну (2022) висловив свою підтримку присвятивши українцям свою пісню Another love.  Про це він повідомив у своїх соцмережах. 
Також Том Оделл підтримав українських біженців на вокзалі в Бухаресті. Він виконав свою пісню «Another Love», зігравши на синтезаторі перед публікою, одягнутий в білу футболку із синьо-жовтим серцем на грудях, продемонструвавши підтримку Україні. Артист у такий спосіб хотів підтримати тих, хто змушений їхати з України під час війни, яку Росія розв'язала на її території. «Вчора я мав честь співати пісню Another Love на вокзалі Бухареста в компанії багатьох українських біженців. Тисячі українців, які рятуються від війни, проходять транзитом через цю станцію щодня, і багато хто з них мандрує по 3 дні без відпочинку, відірвані від своїх будинків, своїх речей, своєї роботи та своїх сімей, їхній світ неймовірно перекинувся з ніг на голову, переважно це жінки, діти та літні люди, але найчудовіше у всіх них — сила духу, вона грізна... Вони грізні. Організації та волонтери працюють цілодобово, щоб доправити їх до безпечного місця для сну, і, звичайно ж, цим благодійним організаціям потрібні гроші. Багато всього, тому, будь ласка, якщо ви можете пожертвувати йдіть за посиланням у моїй біографії», - написав під відео Том Оделл. 
Також неодноразово у своїх соцмережах говорив про те, що збирає гроші на допомогу Україні. Через це навіть переніс реліз своєї нової пісні «Best Day Of My Life».

## Дискографія

### Студійні альбоми
| Назва               | Опис                                                                             | Найвищі позиції в чартах | Найвищі позиції в чартах | Найвищі позиції в чартах | Найвищі позиції в чартах | Найвищі позиції в чартах | Найвищі позиції в чартах | Найвищі позиції в чартах | Найвищі позиції в чартах | Найвищі позиції в чартах | Найвищі позиції в чартах | Сертифікація      |
| Назва               | Опис                                                                             | UK                       | AUS                      | AUT                      | BEL                      | DEN                      | GER                      | IRE                      | NL                       | NZ                       | SWI                      | Сертифікація      |
| ------------------- | -------------------------------------------------------------------------------- | ------------------------ | ------------------------ | ------------------------ | ------------------------ | ------------------------ | ------------------------ | ------------------------ | ------------------------ | ------------------------ | ------------------------ | ----------------- |
| Long Way Down       | - Реліз: 24 червня 2013 - Лейбл: Columbia - Формат: CD, digital download         | 1                        | 66                       | 48                       | 5                        | 36                       | 17                       | 5                        | 1                        | 39                       | 2                        | - BPI: Платиновий |
| Wrong Crowd         | - Реліз: 10 червня 2016 - Лейбл: RCA - Формат: CD, цифрове завантаження          | 2                        | 29                       | 35                       | 13                       | —                        | 16                       | 6                        | 9                        | —                        | 2                        | BPI: Золотий      |
| Jubilee Road        | - Реліз: 26 жовтня 2018 - Лейбл: Columbia - Формат: CD, цифрове завантаження, LP | 2                        | —                        | 53                       | 56                       | —                        | 66                       | 27                       | 30                       | —                        | 20                       |                   |
| Monsters            | - Реліз: 9 липня 2021 - Лейбл: Columbia - Формат: CD, цифрове завантаження, LP   | 4                        | —                        | —                        | 195                      | —                        | —                        | 35                       | —                        | —                        | 43                       |                   |
| Best Day of My Life | - Реліз: 28.10.2022                                                              |                          |                          |                          |                          |                          |                          |                          |                          |                          |                          |                   |
| Black Friday        | - Реліз: 26.01.2024                                                              |                          |                          |                          |                          |                          |                          |                          |                          |                          |                          |                   |
| A Wonderful Life    | - Реліз: 05.09.2025                                                              |                          |                          |                          |                          |                          |                          |                          |                          |                          |                          |                   |

### Мініальбоми
| Назва                   | Опис                                                                                            |
| ----------------------- | ----------------------------------------------------------------------------------------------- |
| Songs from Another Love | - Реліз: 15 жовтня 2012 - Лейбл: Columbia, In the Name Of - Формат: Цифрове завантаження, Вініл |
| The Another Love EP     | - Реліз: 14 червня 2013 - Лейбл: Columbia, In the Name Of - Формат: Цифрове завантаження, Вініл |

### Сингли
| «Another Love»                                                         | 2012 | 10 | 2 | 1  | 11  | 11 | 24 | 6  | — | 23 | - BPI: Gold - BEA: Platinum - BVMI: Platinum - IFPI AUT: Gold - IFPI SWI: Platinum | Long Way Down |
| «Can't Pretend»                                                        | 2013 | 67 | — | 52 | 200 | —  | —  | —  | — | —  |                                                                                    | Long Way Down |
| «Hold Me»                                                              | 2013 | 44 | — | —  | —   | —  | —  | —  | — | —  |                                                                                    | Long Way Down |
| «Grow Old with Me»                                                     | 2013 | 46 | — | 53 | —   | —  | —  | —  | — | —  |                                                                                    | Long Way Down |
| «I Know»                                                               | 2013 | 92 | — | 70 | —   | —  | —  | —  | — | —  |                                                                                    | Long Way Down |
| «Real Love» (The Beatles cover)                                        | 2014 | 7  | — | 71 | —   | —  | 16 | 83 | — | —  | - BPI: Silver                                                                      | Н/Д           |
| «Wrong Crowd»                                                          | 2016 | —  | — | —  | —   | —  | —  | —  | — | —  |                                                                                    | Wrong Crowd   |
| «Magnetised»                                                           | 2016 | 40 | — | 51 | 157 | —  | 62 | —  | — | 73 |                                                                                    | Wrong Crowd   |
| «Here I Am»                                                            | 2016 | —  | — | —  | —   | —  | —  | —  | — | —  |                                                                                    | Wrong Crowd   |
| «True Colours»                                                         | 2016 | —  | — | —  | —   | —  | —  | —  | — | —  |                                                                                    | Н/Д           |
| «Silhouette»                                                           | 2016 | —  | — | —  | —   | —  | —  | —  | — | —  |                                                                                    | Wrong Crowd   |
| «If You Wanna Love Somebody»                                           | 2018 | —  | — | —  | —   | —  | —  | —  | — | —  |                                                                                    | Jubille Road  |
| «Jubilee Road»                                                         | 2018 | —  | — | —  | —   | —  | —  | —  | — | —  |                                                                                    | Jubilee Road  |
| «Half As Good As You»                                                  | 2018 | —  | — | —  | —   | —  | —  | —  | — | —  |                                                                                    | Wrong Crowd   |
| «—» означає сингли, що не потрапили в чарти, або не виходили офіційно. |      |    |   |    |     |    |    |    |   |    |                                                                                    |               |

### Промо-сингли
| Назва    | Рік  | Альбом        |
| -------- | ---- | ------------- |
| «Sirens» | 2013 | Long Way Down |

## Нагороди і номінації
| Рік  | Організація             | Нагорода                  | Результат |
| ---- | ----------------------- | ------------------------- | --------- |
| 2013 | MTV                     | Brand New For 2013        | Номінація |
| 2013 | MTV Europe Music Awards | Найкращий Push-виконавець | Номінація |
| 2013 | Brit Awards             | Critics' Choice           | Перемога  |
| 2013 | BBC                     | Sound of 2013             | Номінація |
| 2014 | BRIT Awards             | British Male Solo Artist  | Номінація |
| 2014 | BRIT Awards             | British Breakthrough Act  | Номінація |
| 2014 | Нагорода Айвор Новелло  | Композитор року           | Перемога  |

## Гастрольні тури і концерти
- Long Way Down Tour (2013)
- No Bad Days Tour (2016—2017)
  - 23 березня 2017 — Stereo Plaza, Київ[64]
- Jubilee Road Tour (2018)
  - 5 лютого 2019 - Stereo Plaza (Київ)
  - 6 лютого 2019 - Malevich Concert Arena (Львів)[65]